# Gulbröstad sångsmyg
Gulbröstad sångsmyg (Gerygone chrysogaster) är en fågel i familjen taggnäbbar inom ordningen tättingar.

## Utseende och läte
Gulbröstad sångsmyg är en liten tätting med vitt på strupe och bröst, gult på buken, brunt på ryggen och grått på huvudet. I större delen av utbredningsområdet syns en vit ring kring ögat och ett vitt streck mellan ögat och den svarta näbben. Dessa teckningar saknas dock hos fåglar på Vogelkophalvön, som även har ljus näbb. Arten liknar fesångsmyg, men är brunaktig på rygg och stjärt snarare än grön. Sången består av en stigande serie med tredelade toner, "pu-pu-pu pe-pe-pe pi-pi-pi", som övergår i en stigande och fallande ramsa.

## Utbredning och systematik
Gulbröstad sångsmyg förekommer på och kring Nya Guinea och delas vanligen in i tre underarter med följande utbredning:
- G. c. notata (inklusive leucothorax och dohertyi) – västra Nya Guinea och ön Salawati
- G. c. neglecta – ön Waigeo
- G. c. chrysogaster – Nya Guinea öster om notata; även Yapen och Aruöarna

## Levnadssätt
Gulbröstad sångsmyg hittas på medelhög höjd i låglänta skogar. Den födosöker aktivt i smågrupper, ofta som en del av kringvandrande artblandade flockar.

## Status och hot
Arten har ett stort utbredningsområde, men tros minska i antal, dock inte tillräckligt kraftigt för att den ska betraktas som hotad. Internationella naturvårdsunionen IUCN listar arten som livskraftig (LC).